# Santa Maria Formosa
Santa Maria Formosa és una església catòlica de Venècia (Itàlia) erigida el 1492 per disseny de l'arquitecte Mauro Codussi.

## Exterior
Té planta de creu llatina, amb una nau central i dues de laterals. Les dues façanes foren encarregades el 1542, la d'estil renaixentista dona al canal, i el 1604, la barroca, dona a la plaça més propera.

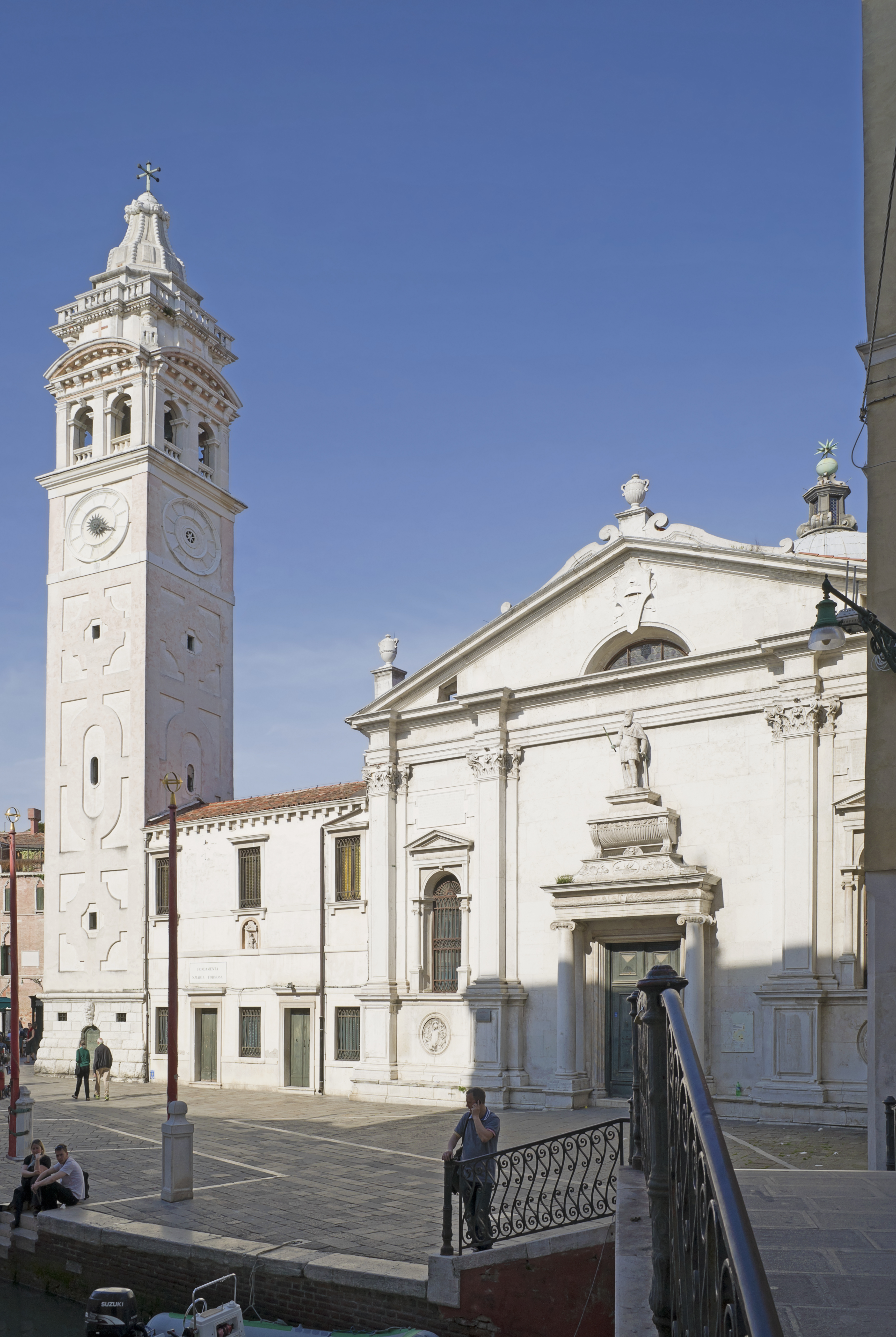
Façana oest
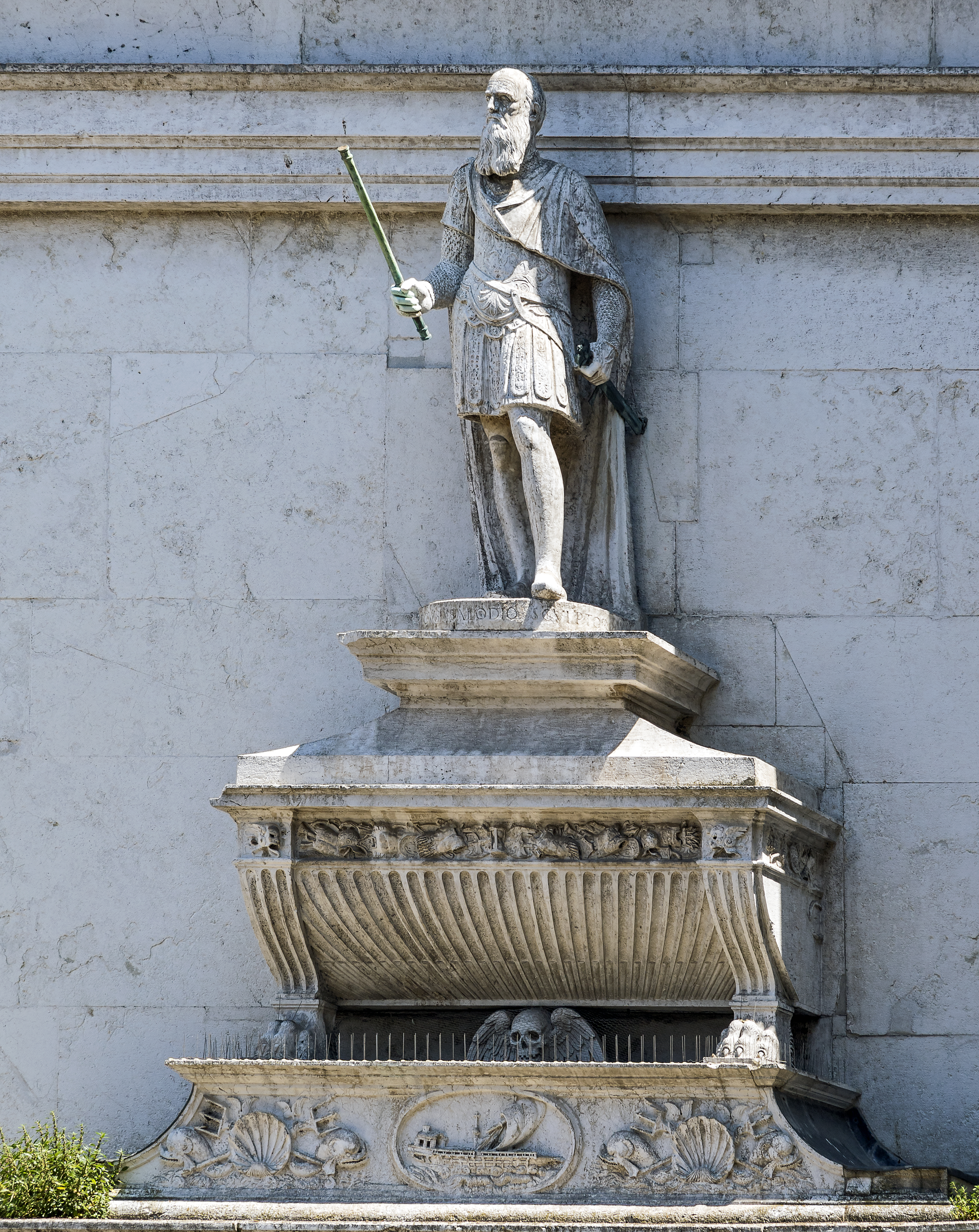
Monument de Vincenzo Cappello

## Dintre
Entre les obres d'art de l'interior hi ha un políptic dedicat a santa Bàrbara, obra de Palma el Vell, una de les seves obres més representatives. La capella de la Concepció conté un tríptic de la Mare de Déu de la Misericòrdia de Bartolomeo Vivarini (1473), mentre que a l'oratori hi ha Mare de déu amb Nen i Sant Diumenge, de Giambattista Tiepolo. També hi ha l’últim sopar de Leandro Bassano. La cúpula de l'església quedà destruïda en un terratrèmol el 1688, però fou reconstruït.

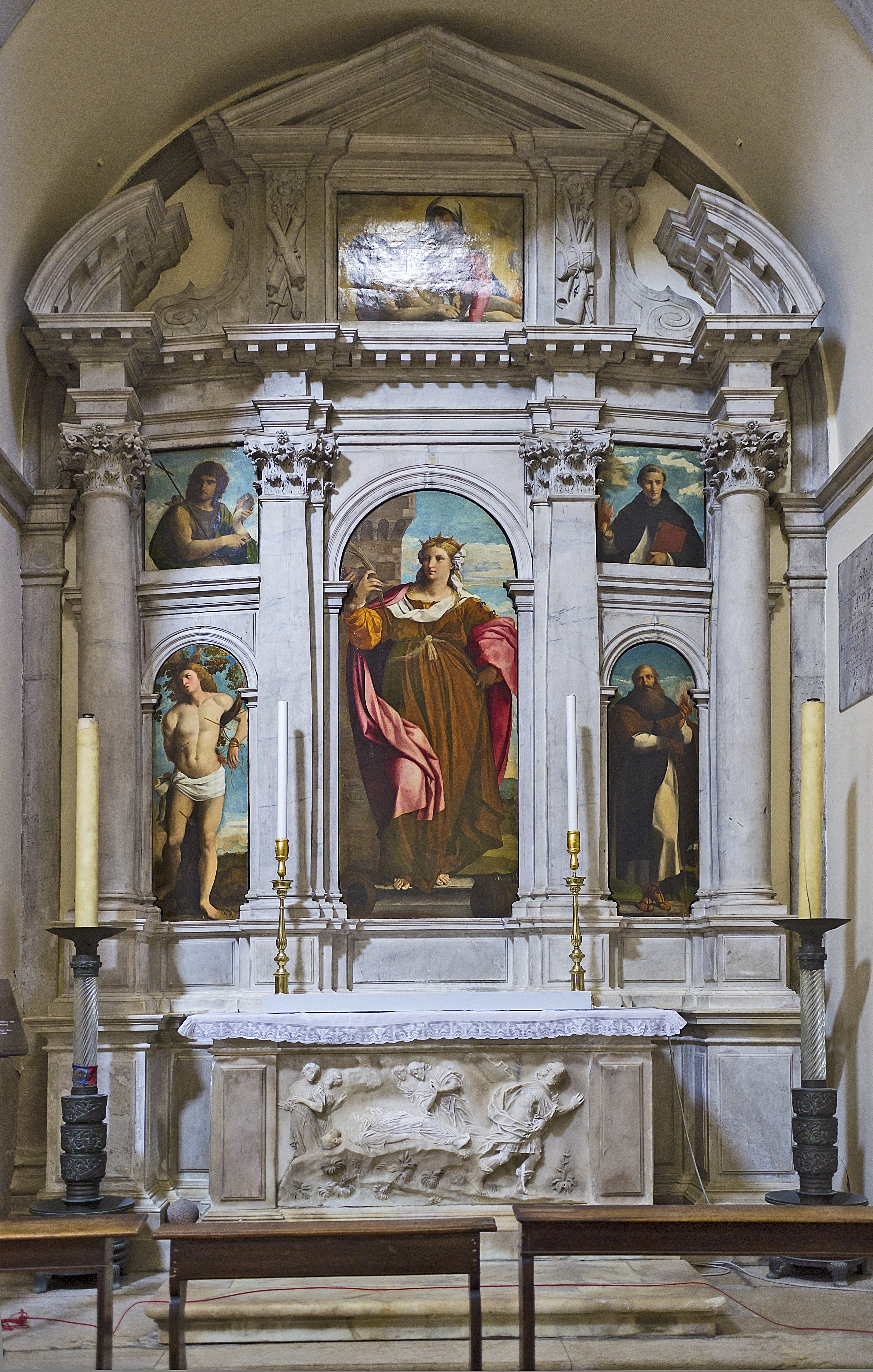
Políptic dedicat a santa Bàrbara, obra de Palma el Vell
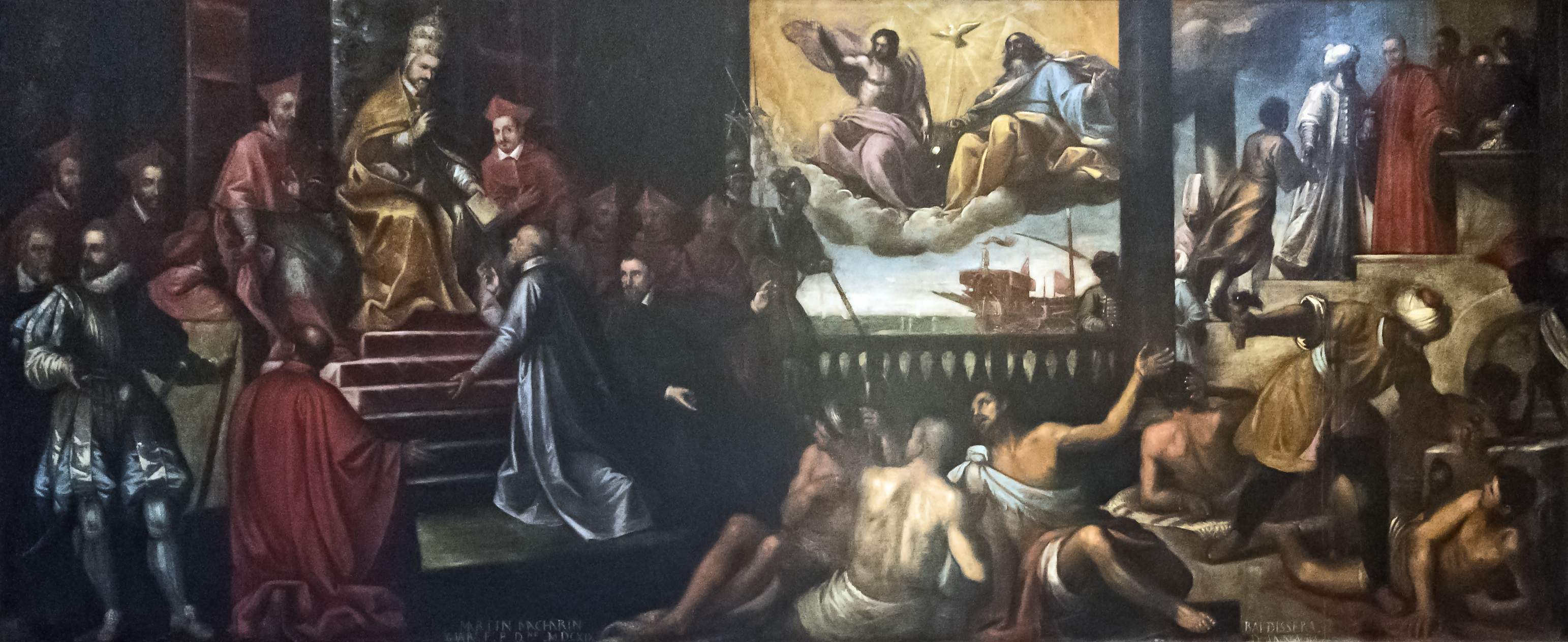
Aprovació de l'Ordre de la Santíssima Trinitat Baldassare d'Anna